# Mexikó a 2024. évi nyári olimpiai játékokon
Mexikó a franciaországi Párizsban megrendezett 2024. évi nyári olimpiai játékok egyik részt vevő nemzete volt. Az országot az olimpián 24 sportágban 108 sportoló képviselte, akik összesen 5 érmet szereztek.

## Asztalitenisz
Férfi
| Versenyző     | Versenyszám | Selejtező         | 64-es főtábla                                     | 32-es főtábla     | Nyolcaddöntő      | Negyeddöntő       | Elődöntő          | Döntő             | Helyezés |
| Versenyző     | Versenyszám | Ellenfél Eredmény | Ellenfél Eredmény                                 | Ellenfél Eredmény | Ellenfél Eredmény | Ellenfél Eredmény | Ellenfél Eredmény | Ellenfél Eredmény | Helyezés |
| ------------- | ----------- | ----------------- | ------------------------------------------------- | ----------------- | ----------------- | ----------------- | ----------------- | ----------------- | -------- |
| Marcos Madrid | Egyes       | erőnyerő          | Dimitrij Ovtcharov (GER) · 3–11, 7–11, 3–11, 5–11 | kiesett           | kiesett           | kiesett           | kiesett           | kiesett           | 33.      |

Női
| Versenyző      | Versenyszám | Selejtező         | 64-es főtábla                                  | 32-es főtábla     | Nyolcaddöntő      | Negyeddöntő       | Elődöntő          | Döntő             | Helyezés |
| Versenyző      | Versenyszám | Ellenfél Eredmény | Ellenfél Eredmény                              | Ellenfél Eredmény | Ellenfél Eredmény | Ellenfél Eredmény | Ellenfél Eredmény | Ellenfél Eredmény | Helyezés |
| -------------- | ----------- | ----------------- | ---------------------------------------------- | ----------------- | ----------------- | ----------------- | ----------------- | ----------------- | -------- |
| Arantxa Cossío | Egyes       | erőnyerő          | Sofia Polcanova (AUT) · 4–11, 3–11, 4–11, 8–11 | kiesett           | kiesett           | kiesett           | kiesett           | kiesett           | 33.      |

## Birkózás
Férfi
Szabadfogású
| Versenyző         | Versenyszám | Nyolcaddöntő                   | Negyeddöntő       | Elődöntő          | Vigaszág elődöntő | Bronz- mérkőzés   | Döntő             | Helyezés |
| Versenyző         | Versenyszám | Ellenfél Eredmény              | Ellenfél Eredmény | Ellenfél Eredmény | Ellenfél Eredmény | Ellenfél Eredmény | Ellenfél Eredmény | Helyezés |
| ----------------- | ----------- | ------------------------------ | ----------------- | ----------------- | ----------------- | ----------------- | ----------------- | -------- |
| Roman Bravo-Young | 57 kg       | Arsen Harutyunyan (ARM) · 3–13 | kiesett           | kiesett           | kiesett           | kiesett           | kiesett           | 12.      |
| Austin Gomez      | 65 kg       | Hacı Əliyev (AZE) · 0–7        | kiesett           | kiesett           | kiesett           | kiesett           | kiesett           | 12.      |

## Cselgáncs
Női
| Versenyző            | Versenyszám | 32-es főtábla                       | Nyolcaddöntő                           | Negyeddöntő                           | Elődöntő                            | Vigaszág elődöntő | Bronz- mérkőzés   | Döntő                             | Helyezés |
| Versenyző            | Versenyszám | Ellenfél Eredmény                   | Ellenfél Eredmény                      | Ellenfél Eredmény                     | Ellenfél Eredmény                   | Ellenfél Eredmény | Ellenfél Eredmény | Ellenfél Eredmény                 | Helyezés |
| -------------------- | ----------- | ----------------------------------- | -------------------------------------- | ------------------------------------- | ----------------------------------- | ----------------- | ----------------- | --------------------------------- | -------- |
| Paulina Martínez     | Harmatsúly  | Mascha Ballhaus (GER) · 00(1)–11(2) | kiesett                                | kiesett                               | kiesett                             | kiesett           | kiesett           | kiesett                           | 17.      |
| Prisca Awiti Alcaraz | Váltósúly   | Nigara Shaheen (EOR) · 10(0)–00(0)  | Angelika Szymańska (POL) · 01(1)–00(1) | Lubjana Piovesana (AUT) · 01(1)–00(0) | Katarina Krišto (CRO) · 00(0)–11(1) |                   |                   | Andreja Leški (SLO) · 01(0)–10(0) |          |

## Evezés
Férfi
| Versenyző                    | Versenyszám              | Előfutam | Előfutam | Vigaszág | Vigaszág | Elődöntő | Elődöntő | Elődöntő | Döntő | Döntő   | Döntő | Helyezés |
| Versenyző                    | Versenyszám              | Idő      | Hely.    | Idő      | Hely.    | Típus    | Idő      | Hely.    | Típus | Idő     | Hely. | Helyezés |
| ---------------------------- | ------------------------ | -------- | -------- | -------- | -------- | -------- | -------- | -------- | ----- | ------- | ----- | -------- |
| Miguel Carballo Alexis López | Könnyűsúlyú kétpárevezős | 6:37,46  | 4.       | 6:47,60  | 3.       | A/B      | 6:37,43  | 6.       | B     | 6:25,84 | 4.    | 10.      |

Női
| Versenyző     | Versenyszám  | Előfutam | Előfutam | Vigaszág | Vigaszág | Negyeddöntő | Negyeddöntő | Elődöntő | Elődöntő | Elődöntő | Döntő | Döntő   | Döntő | Helyezés |
| Versenyző     | Versenyszám  | Idő      | Hely.    | Idő      | Hely.    | Idő         | Hely.       | Típus    | Idő      | Hely.    | Típus | Idő     | Hely. | Helyezés |
| ------------- | ------------ | -------- | -------- | -------- | -------- | ----------- | ----------- | -------- | -------- | -------- | ----- | ------- | ----- | -------- |
| Kenia Lechuga | Egypárevezős | 7:46,11  | 3.       | erőnyerő | erőnyerő | 7:50,35     | 5.          | C/D      | 7:58,00  | 2.       | C     | 7:31,99 | 4.    | 16.      |

## Golf
| Versenyző     | Versenyszám  | 1. forduló | 1. forduló | 2. forduló | 2. forduló | 3. forduló | 3. forduló | 4. forduló | 4. forduló | Összesen | Összesen | Összesen |
| Versenyző     | Versenyszám  | Pont       | Par        | Pont       | Par        | Pont       | Par        | Pont       | Par        | Pontszám | Par      | Helyezés |
| ------------- | ------------ | ---------- | ---------- | ---------- | ---------- | ---------- | ---------- | ---------- | ---------- | -------- | -------- | -------- |
| Abraham Ancer | Férfi egyéni | 70         | −1         | 71         | 0          | 71         | 0          | 70         | −1         | 282      | −2       | =35.     |
| Carlos Ortiz  | Férfi egyéni | 68         | −3         | 70         | −1         | 70         | −1         | 71         | 0          | 279      | −5       | =26.     |
| María Fassi   | Női egyéni   | 78         | +6         | 82         | +10        | 74         | +2         | 75         | +3         | 309      | +21      | 58.      |
| Gaby López    | Női egyéni   | 70         | −2         | 74         | +2         | 76         | +4         | 70         | −2         | 290      | +2       | =29.     |

## Lovaglás
Díjugratás

## Sportlövészet
Férfi
| Versenyző      | Versenyszám           | Selejtező | Selejtező | Döntő   | Döntő    |
| Versenyző      | Versenyszám           | Pont      | Helyezés  | Pont    | Helyezés |
| -------------- | --------------------- | --------- | --------- | ------- | -------- |
| Edson Ramírez  | Légpuska              | 628,3     | 19.       | kiesett | kiesett  |
| Carlos Quezada | Légpuska              | 621,6     | 44.       | kiesett | kiesett  |
| Carlos Quezada | Sportpuska, összetett | 579       | 36.       | kiesett | kiesett  |

Női
| Versenyző          | Versenyszám   | Selejtező | Selejtező | Döntő   | Döntő    |
| Versenyző          | Versenyszám   | Pont      | Helyezés  | Pont    | Helyezés |
| ------------------ | ------------- | --------- | --------- | ------- | -------- |
| Alejandra Zavala   | Légpisztoly   | 573       | 17.       | kiesett | kiesett  |
| Alejandra Zavala   | Sportpisztoly | 580       | 20.       | kiesett | kiesett  |
| Goretti Zumaya     | Légpuska      | 627,4     | 20.       | kiesett | kiesett  |
| Gabriela Rodríguez | Skeet         | 120(+7+0) | 7.        | kiesett | kiesett  |

Vegyes
| Versenyző                    | Versenyszám | Selejtező | Selejtező | Döntő   | Döntő    |
| Versenyző                    | Versenyszám | Pont      | Helyezés  | Pont    | Helyezés |
| ---------------------------- | ----------- | --------- | --------- | ------- | -------- |
| Edson Ramírez Goretti Zumaya | Légpuska    | 628,6     | 7.        | kiesett | kiesett  |

## Súlyemelés
Női
| Versenyző    | Versenyszám | Szakítás | Szakítás | Lökés    | Lökés    | Összesen | Helyezés |
| Versenyző    | Versenyszám | Eredmény | Helyezés | Eredmény | Helyezés | Összesen | Helyezés |
| ------------ | ----------- | -------- | -------- | -------- | -------- | -------- | -------- |
| Janeth Gómez | 59 kg       | 95       | 11.      | 122      | 8.       | 217      | 8.       |

## Szinkronúszás
| Versenyző | Versenyszám | Döntő               | Döntő               | Döntő            | Döntő            | Döntő      | Döntő      | Döntő                 | Döntő                 | Döntő      | Döntő      | Helyezés |
| Versenyző | Versenyszám | Technikai gyakorlat | Technikai gyakorlat | Szabad gyakorlat | Szabad gyakorlat | Összesítés | Összesítés | Akrobatikus gyakorlat | Akrobatikus gyakorlat | Összesítés | Összesítés | Helyezés |
| Versenyző | Versenyszám | Pont                | Hely.               | Pont             | Hely.            | Pont       | Hely.      | Pont                  | Hely.                 | Pont       | Hely.      | Helyezés |
| --- | ----------- | ------------------- | ------------------- | ---------------- | ---------------- | ---------- | ---------- | --------------------- | --------------------- | ---------- | ---------- | -------- |
| Nuria Diosdado Joana Jiménez | Páros       | 238,9383            | 11.                 | 232,6563         | 12.              | 471,5946   | 12.        |                       |                       |            |            | 12.      |
| Regina Alférez Fernanda Arellano Nuria Diosdado Itzamary González Joana Jiménez Samanta Rodríguez Jessica Sobrino Pamela Toscano | Csapat      | 242,9491            | 8.                  | 347,3874         | 3.               |            |            | 263,4567              | 5.                    | 853,7932   | 7.         | 7.       |

## Taekwondo
Férfi
| Versenyző       | Versenyszám | Selejtező         | Nyolcaddöntő             | Negyeddöntő              | Elődöntő          | Vigaszág elődöntő             | Bronz- mérkőzés                 | Döntő             | Helyezés |
| Versenyző       | Versenyszám | Ellenfél Eredmény | Ellenfél Eredmény        | Ellenfél Eredmény        | Ellenfél Eredmény | Ellenfél Eredmény             | Ellenfél Eredmény               | Ellenfél Eredmény | Helyezés |
| --------------- | ----------- | ----------------- | ------------------------ | ------------------------ | ----------------- | ----------------------------- | ------------------------------- | ----------------- | -------- |
| Carlos Sansores | Nehézsúly   | erőnyerő          | Paivou Gomis (GBS) · 2–0 | Arian Salimi (IRI) · 1–2 |                   | Nikita Rafalovich (UZB) · 2–1 | Cheick Sallah Cissé (CIV) · 1–2 |                   | 5.       |

Női
| Versenyző     | Versenyszám | Selejtező         | Nyolcaddöntő             | Negyeddöntő       | Elődöntő          | Vigaszág elődöntő | Bronz- mérkőzés   | Döntő             | Helyezés |
| Versenyző     | Versenyszám | Ellenfél Eredmény | Ellenfél Eredmény        | Ellenfél Eredmény | Ellenfél Eredmény | Ellenfél Eredmény | Ellenfél Eredmény | Ellenfél Eredmény | Helyezés |
| ------------- | ----------- | ----------------- | ------------------------ | ----------------- | ----------------- | ----------------- | ----------------- | ----------------- | -------- |
| Daniela Souza | Légsúly     | erőnyerő          | Ikram Dhahri (TUN) · 1–2 | kiesett           | kiesett           | kiesett           | kiesett           | kiesett           | 11.      |

## Tollaslabda
| Versenyző          | Versenyszám | Csoportkör                                                                                                 | Csoportkör | Nyolcaddöntő      | Negyeddöntő       | Elődöntő          | Bronz- mérkőzés   | Döntő             | Helyezés |
| Versenyző          | Versenyszám | Ellenfél Eredmény                                                                                          | Hely.      | Ellenfél Eredmény | Ellenfél Eredmény | Ellenfél Eredmény | Ellenfél Eredmény | Ellenfél Eredmény | Helyezés |
| ------------------ | ----------- | --- | ---------- | ----------------- | ----------------- | ----------------- | ----------------- | ----------------- | -------- |
| Luis Ramón Garrido | Férfi egyes | I csoport · Chou Tien-chen (TPE) · 17–21, 13–21, · Léj Chők-jíu (Lee Cheuk Yiu) (HKG) · 5–21, 21–15, 17–21 | 3.         | kiesett           | kiesett           | kiesett           | kiesett           | kiesett           | 27.      |

## Torna
Női
| Versenyző        | Versenyszám      | Selejtező | Selejtező | Döntő    | Döntő    |
| Versenyző        | Versenyszám      | Pontszám  | Helyezés  | Pontszám | Helyezés |
| ---------------- | ---------------- | --------- | --------- | -------- | -------- |
| Natalia Escalera | Felemás korlát   | 12,800    | 52.       | kiesett  | kiesett  |
| Alexa Moreno     | Talaj            | 12,800    | 36.       | kiesett  | kiesett  |
| Alexa Moreno     | Ugrás            | 13,949    | 10.       | kiesett  | kiesett  |
| Alexa Moreno     | Felemás korlát   | 12,633    | 56.       | kiesett  | kiesett  |
| Alexa Moreno     | Gerenda          | 11,200    | 74.       | kiesett  | kiesett  |
| Alexa Moreno     | Egyéni összetett | 50,799    | 43.       | kiesett  | kiesett  |
| Ahtziri Sandoval | Talaj            | 11,833    | 68.       | kiesett  | kiesett  |
| Ahtziri Sandoval | Ugrás            | 12,550    | 19.       | kiesett  | kiesett  |
| Ahtziri Sandoval | Felemás korlát   | 12,266    | 65.       | kiesett  | kiesett  |
| Ahtziri Sandoval | Gerenda          | 11,733    | 68.       | kiesett  | kiesett  |
| Ahtziri Sandoval | Egyéni összetett | 48,332    | 54.       | kiesett  | kiesett  |

### Ritmikus gimnasztika
| Versenyző                                                                 | Versenyszám | Selejtező | Selejtező | Selejtező           | Selejtező           | Selejtező | Selejtező | Döntő    | Döntő    | Döntő               | Döntő               | Döntő    | Döntő    | Helyezés |
| Versenyző                                                                 | Versenyszám | 5 karika  | 5 karika  | 3 szalag és 2 labda | 3 szalag és 2 labda | Összesen  | Összesen  | 5 karika | 5 karika | 3 szalag és 2 labda | 3 szalag és 2 labda | Összesen | Összesen | Helyezés |
| Versenyző                                                                 | Versenyszám | Pont      | Hely.     | Pont                | Hely.               | Pont      | Hely.     | Pont     | Hely.    | Pont                | Hely.               | Pont     | Hely.    | Helyezés |
| ------------------------------------------------------------------------- | ----------- | --------- | --------- | ------------------- | ------------------- | --------- | --------- | -------- | -------- | ------------------- | ------------------- | -------- | -------- | -------- |
| Dalia Alcocer Sofia Flores Julia Gutiérrez Kimberly Salazar Adirem Tejeda | Csapat      | 29,700    | 14.       | 27,800              | 10.                 | 57,500    | 12.       | kiesett  | kiesett  | kiesett             | kiesett             | kiesett  | kiesett  | 12.      |

## Triatlon
Egyéni
| Versenyző         | Versenyszám | 1,5 km úszás | Depózás 1 | 40 km kerékpározás | Depózás 2 | 10 km futás | Összesítés | Összesítés |
| Versenyző         | Versenyszám | Idő          | Idő       | Idő                | Idő       | Idő         | Idő        | Helyezés   |
| ----------------- | ----------- | ------------ | --------- | ------------------ | --------- | ----------- | ---------- | ---------- |
| Crisanto Grajales | Férfi       | 21:24        | 0:53      | 54:34              | 0:26      | 32:45       | 1:50:02    | 39.        |
| Aram Peñaflor     | Férfi       | 23:07        | 0:49      | 54:27              | 0:27      | 32:56       | 1:51:46    | 47.        |
| Lizeth Rueda      | Női         | 23:55        | 0:55      | 57:58              | 0:38      | 37:52       | 2:01:18    | 30.        |
| Rosa María Tapia  | Női         | 24:12        | 0:53      | 57:44              | 0:27      | 35:13       | 1:58:29    | 18.        |

Csapat
| Versenyző                                                     | Versenyszám   | Úszás (300 m X 4) | Depózás 1 | Kerékpározás (6,8 km X 4) | Depózás 2 | Futás (2 km X 4) | Összesen | Hely. |
| ------------------------------------------------------------- | ------------- | ----------------- | --------- | ------------------------- | --------- | ---------------- | -------- | ----- |
| Aram Peñaflor Rosa María Tapia Crisanto Grajales Lizeth Rueda | Vegyes csapat | 19:23             | 4:17      | 40:48                     | 1:50      | 23:02            | 1:29:20  | 13.   |

## Vívás
Férfi
| Versenyző  | Versenyszám  | Selejtező                      | 32-es főtábla               | Nyolcaddöntő      | Negyeddöntő       | Elődöntő          | Bronz- mérkőzés   | Döntő             | Helyezés |
| Versenyző  | Versenyszám  | Ellenfél Eredmény              | Ellenfél Eredmény           | Ellenfél Eredmény | Ellenfél Eredmény | Ellenfél Eredmény | Ellenfél Eredmény | Ellenfél Eredmény | Helyezés |
| ---------- | ------------ | ------------------------------ | --------------------------- | ----------------- | ----------------- | ----------------- | ----------------- | ----------------- | -------- |
| Gibrán Zea | Kard, egyéni | Mohammad Fotouhi (IRI) · 15–13 | Sandro Bazadze (GEO) · 6–15 | kiesett           | kiesett           | kiesett           | kiesett           | kiesett           | 32.      |